# Municipio de Sharon (condado de Audubon)
El municipio de Sharon (en inglés: Sharon Township) es uno de los doce municipios ubicados en el condado de Audubon en el estado estadounidense de Iowa. En el año 2000 el municipio tenía una población de 639 habitantes y una densidad poblacional de 6,9 personas por km². En su territorio se encuentra una ciudad, Kimballton.

## Geografía
El municipio de Sharon se encuentra ubicado en las coordenadas 41°38′43″N 95°01′55″O / 41.64528, -95.03194.